# Lidia Zonn
Lidia Zonn-Karabasz (ur. 17 maja 1934 w Wilnie) – polska montażystka filmów dokumentalnych.

## Życiorys
Jej rodzicami byli astronom Włodzimierz Zonn oraz pochodząca z wileńskiej żydowskiej rodziny kupieckiej Rachela, z domu Zarecka (1903–1948). Przez kilka pierwszych lat mieszkała w Wilnie. Na początku 1939 wraz z rodzicami zamieszkała w Obserwatorium Astronomicznym Uniwersytetu Warszawskiego, a na przełomie 1942 i 1943 przeniosła się wraz z matką do Instytutu Fizyki Doświadczalnej UW (w tym czasie pomagał im prof. Stefan Pieńkowski; ul. Hożej 69), a później do willi Jerzego Sołtana (przyjaciel Włodzimierza Zonna z obozu jenieckiego; ul. Malczewskiego 19/21), gdzie przeżyły powstanie warszawskie. Na początku powstania Lidia była świadkiem, jak do ich mieszkania przyszli zagubieni powstańcy, którym jej matka wydała cywilne ubrania swojego męża. W czasie wojny nie uczęszczała do szkoły, a zimą rzadko opuszczała mieszkanie ze względu na brak ciepłych ubrań. Podczas powstania Lidia Zonn wraz z matką zostały przez Niemców wypędzone do obozu przejściowego na Okęciu, a następnie przeniesione do następnego obozu przejściowego w Pruszkowie. Z obozu w Pruszkowie trafiły do Wolbromia pod opieką Rady Głównej Opiekuńczej (RGO). Zostały wysłane do wsi Zagórowa, gdzie doczekały końca wojny. Po wojnie dotarły do Krakowa, gdzie w 1945 odnalazł je Włodzimierz Zonn wracający z oflagu Murnau. W 1946 cała rodzina wróciła do Warszawy.

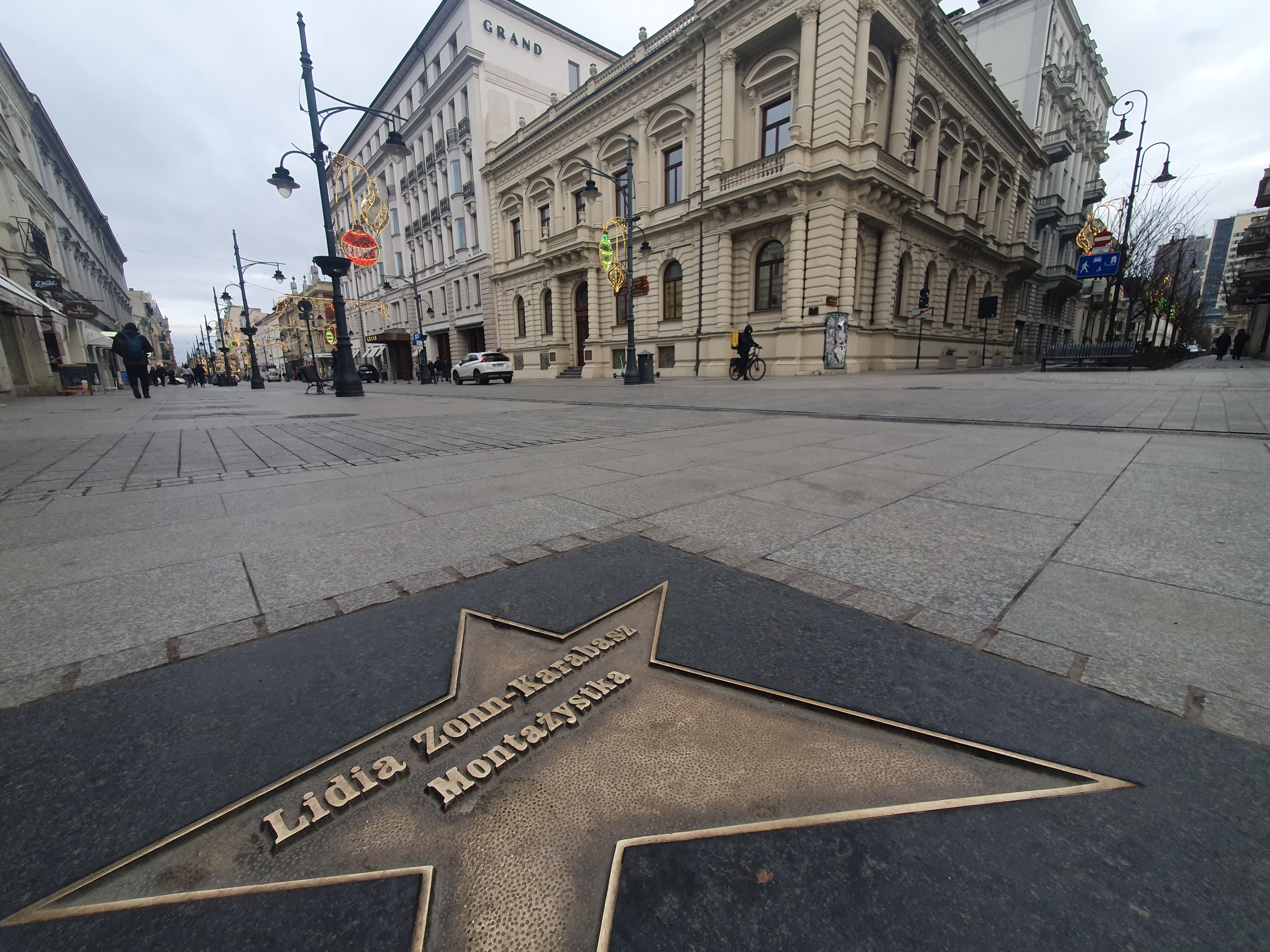
Gwiazda w łódzkiej Alei Gwiazd. W tle Dom Towarzystwa Akcyjnego Ludwika Geyera i Hotel Grand

Po II wojnie światowej ukończyła XI Liceum Ogólnokształcące im. Mikołaja Reja w Warszawie. Studiowała w latach 1953–1959 na Wydziale Reżyserii PWSF w Łodzi. Zadebiutowała w 1956 czarno-białą etiudą Wesołe miasteczko, do której napisała scenariusz i którą wyreżyserowała (zdjęcia: Edward Etler, asystent: Andrzej Kondratiuk). Pracowała z wybitnymi polskimi dokumentalistami, m.in. z Krzysztofem Kieślowskim, Władysławem Ślesickim, Ireną Kamieńską, Marcelem Łozińskim i Kazimierzem Karabaszem. Zajmowała się także pisaniem scenariuszy i reżyserią. Wykładała w PWSFTviT w Łodzi na Wydziale Reżyserii Filmowej i Telewizyjnej oraz Akademii Filmu i Telewizji. Była związana z Wytwórnią Filmów Dokumentalnych i Fabularnych w Warszawie. Czystki związane z kampanią antysemicką Marca 1968 nie wpłynęły na nią bezpośrednio.
Członkini Stowarzyszenia Filmowców Polskich od 1968. 12 grudnia 2001 otrzymała tytuł profesora sztuki filmowej.
Nie ma dzieci. Jej mężem był reżyser Kazimierz Karabasz.

## Filmografia
| Rok  | Film                               | Reżyser              | Uwagi                           |
| ---- | ---------------------------------- | -------------------- | ------------------------------- |
| 1960 | Muzykanci                          | Kazimierz Karabasz   | film dokumentalny               |
| 1960 | Ludzie w drodze                    | Kazimierz Karabasz   | film dokumentalny               |
| 1962 | Płyną tratwy                       | Władysław Ślesicki   | film dokumentalny               |
| 1962 | Album Fleischera                   | Janusz Majewski      | film dokumentalny               |
| 1963 | Przy torze kolejowym               | Andrzej Brzozowski   | film fabularny, krótkometrażowy |
| 1966 | Dzień dobry, dzieci                | Irena Kamieńska      | film dokumentalny               |
| 1967 | Rok Franka W.                      | Kazimierz Karabasz   | film dokumentalny               |
| 1969 | Z miasta Łodzi                     | Krzysztof Kieślowski | film dokumentalny               |
| 1970 | Lokis                              | Janusz Majewski      | film fabularny                  |
| 1972 | Robotnicy 1971. Nic o nas bez nas  | Krzysztof Kieślowski | film dokumentalny               |
| 1974 | Pierwsza miłość                    | Krzysztof Kieślowski | film dokumentalny               |
| 1977 | Z punktu widzenia nocnego portiera | Krzysztof Kieślowski | film dokumentalny               |
| 1978 | Siedem kobiet w różnym wieku       | Krzysztof Kieślowski | film dokumentalny               |
| 1984 | Cień już niedaleko                 | Kazimierz Karabasz   | film fabularny                  |
| 1998 | Żeby nie bolało                    | Marcel Łoziński      | film dokumentalny               |

## Odznaczenia
W 2012 otrzymała Nagrodę Stowarzyszenia Filmowców Polskich za całokształt osiągnięć artystycznych. 24 września 2013 otrzymała Srebrny Medal „Zasłużony Kulturze – Gloria Artis” w dziedzinie szkolnictwa artystycznego. W 2022 odsłonięto jej gwiazdę w łódzkiej Alei Gwiazd.

## Publikacje
- Lidia Zonn: O montażu w filmie dokumentalnym. Warszawa: Centralny Ośrodek Metodyki Upowszechniania Kultury, 1986, s. 207. ISBN 83-7010-019-8.
- Lidia Zonn: Wokół montażu. Łódź: Państwowa Wyższa Szkoła Filmowa, Telewizyjna i Teatralna im. L. Schillera, 2001, s. 244. ISBN 978-83-87870-08-9.
- Lidia Zonn: W montażowni – wczoraj. Łódź: Państwowa Wyższa Szkoła Filmowa, Telewizyjna i Teatralna im. L. Schillera, 2008, s. 258. ISBN 978-83-87870-22-5.